# Stratford (Iowa)
Pour les articles homonymes, voir Stratford.
Stratford est une ville du comté de Hamilton et Webster, en Iowa, aux États-Unis. Elle est fondée en 1880 et incorporée le 27 septembre 1883.

## Source de la traduction
- (en) Cet article est partiellement ou en totalité issu de l’article de Wikipédia en anglais intitulé « Stratford, Iowa » (voir la liste des auteurs).